# Afblussen (koken)
Afblussen is een techniek die gebruikt wordt bij het koken, veelal om de basis voor een saus te bereiken. Afblussen geschiedt met hoge temperaturen, waardoor smaakstoffen vrijwel direct oplossen en een deel van de vloeistof verdampt.
Bekende vloeistoffen om mee af te blussen zijn: water, wijn en bouillon, maar afhankelijk van het gerecht kan bijna elke vloeistof gebruikt worden.

## Bron
- Afblussen